# Großfürstenplatz

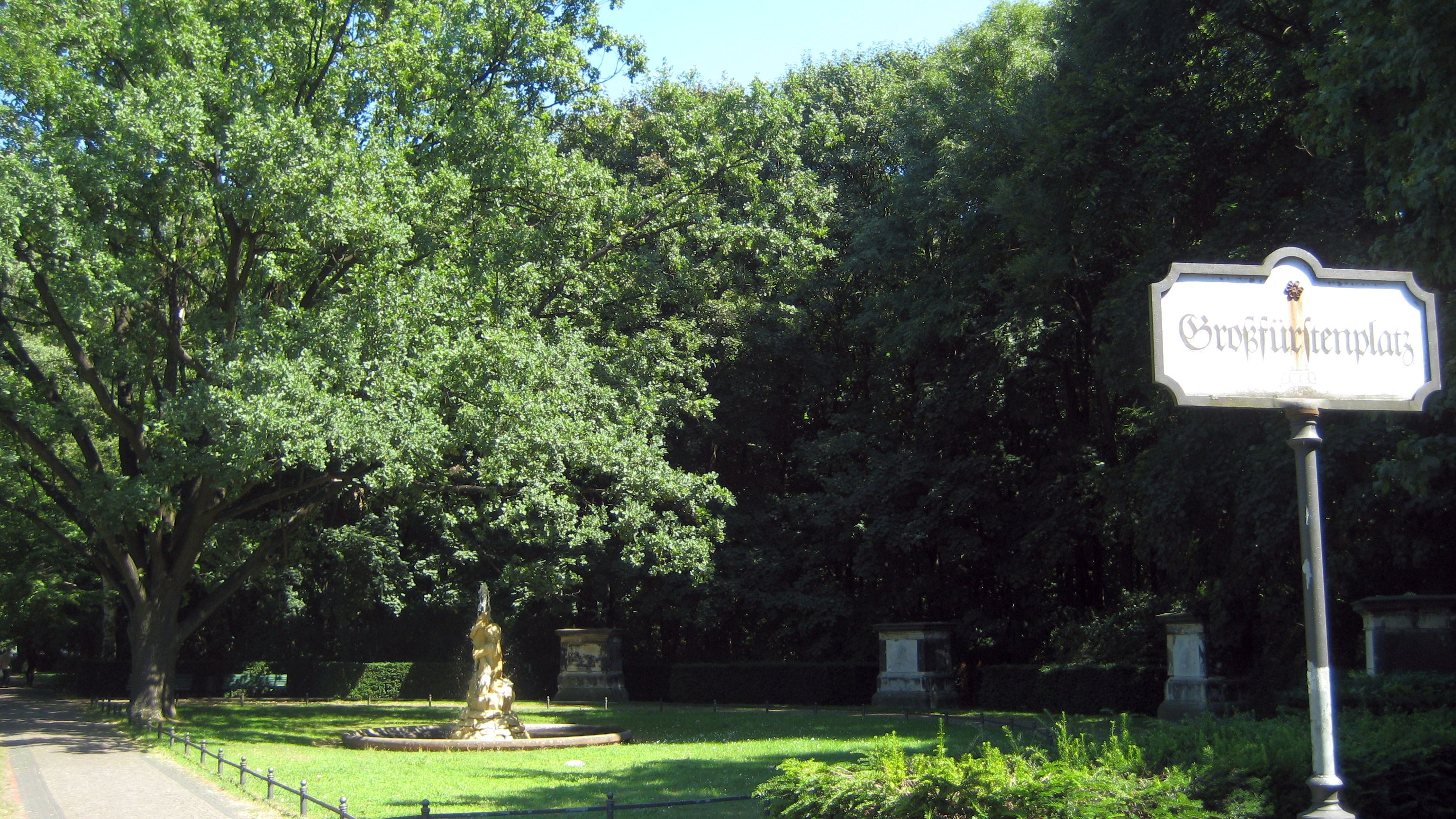
Der Großenfürstenplatz im Großen Tiergarten

Der Großfürstenplatz ist eine kleine, halbkreisförmige Platzanlage im Großen Tiergarten in Berlin.

## Lage

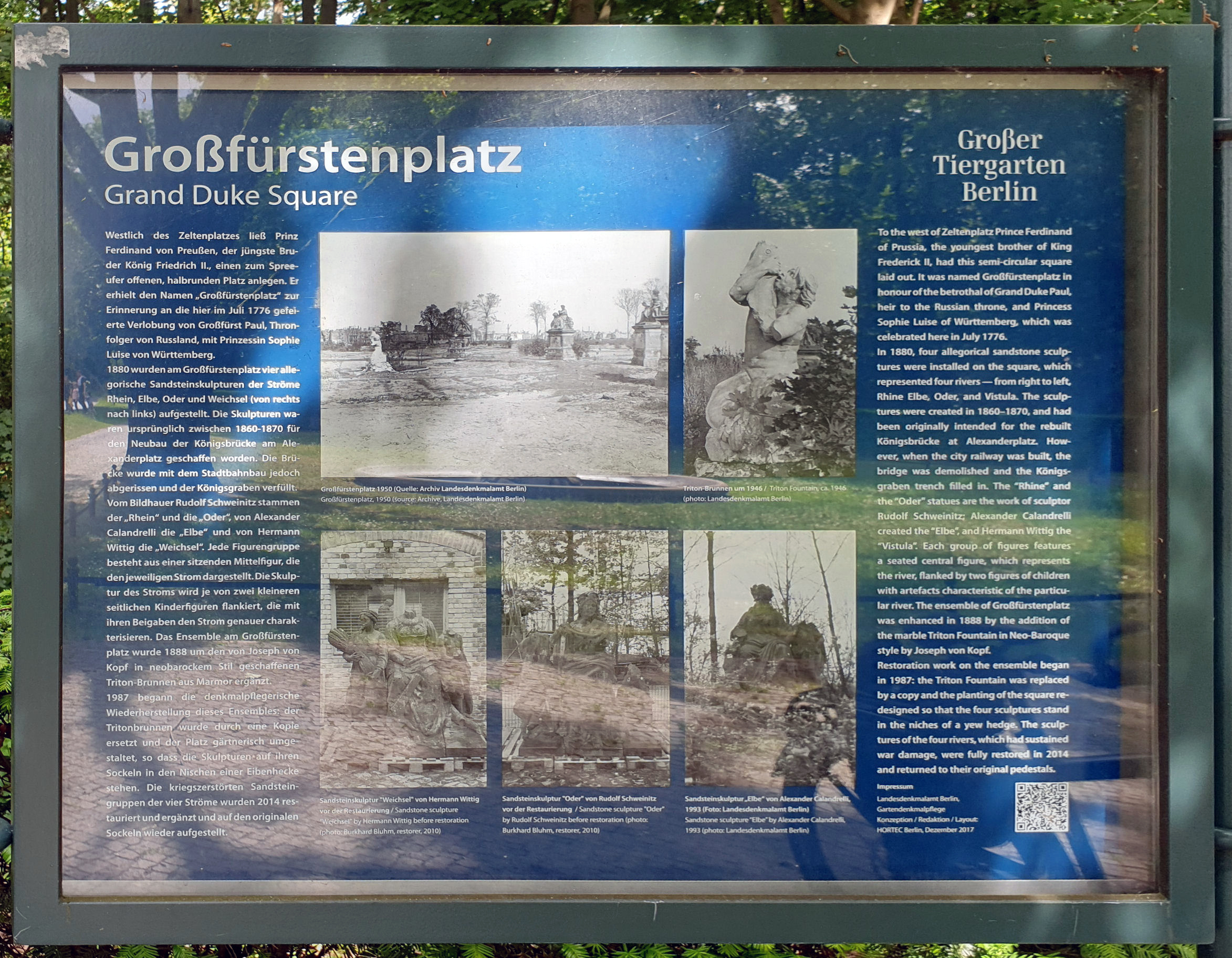
Gedenktafel am Großfürstenplatz

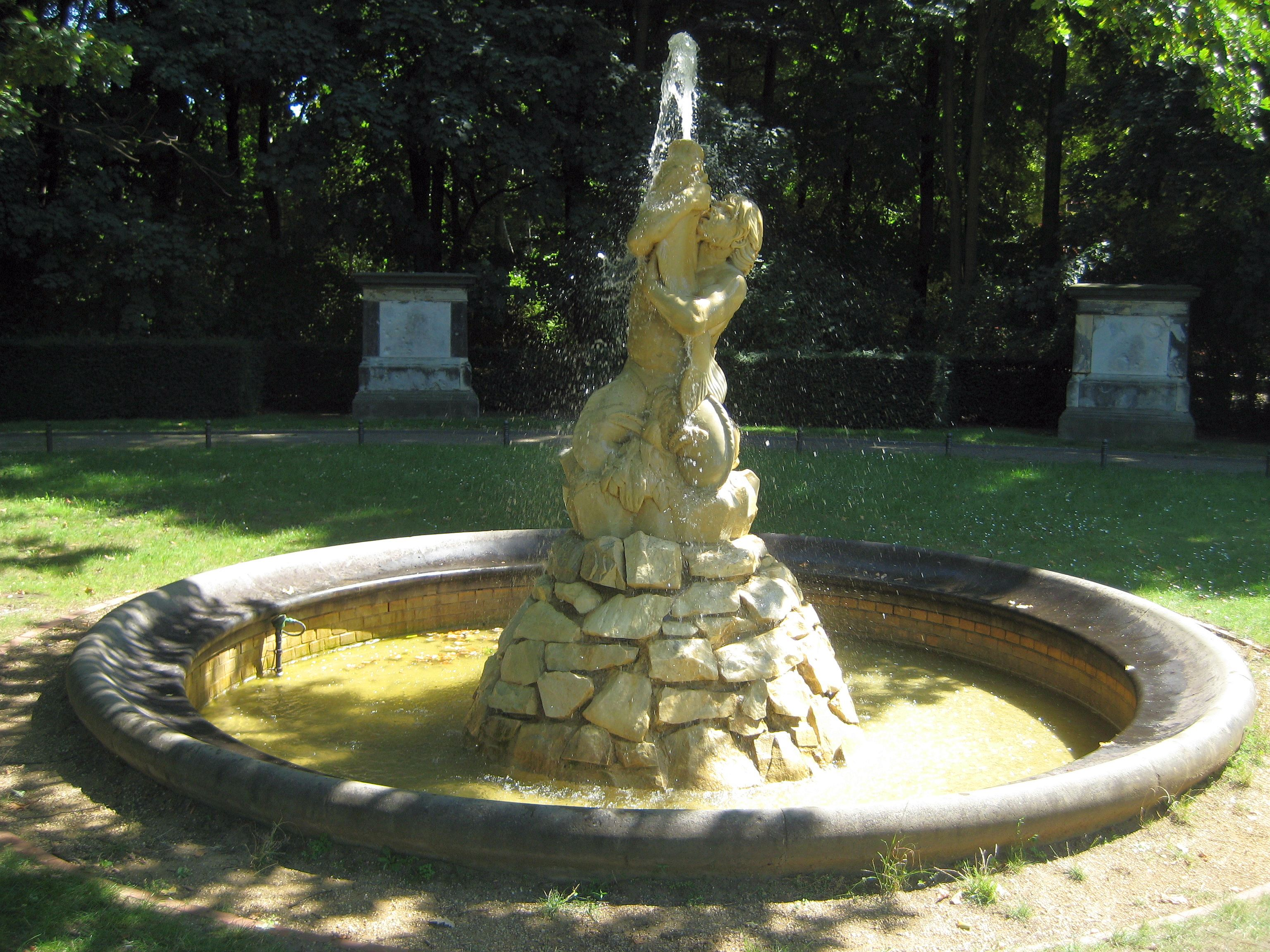
Tritonbrunnen von Joseph von Kopf (1888); dahinter leere Sockel der Skulpturengruppe Vier deutsche Ströme

Der Platz liegt an der Südseite der John-Foster-Dulles-Allee im Ortsteil Tiergarten des Bezirks Mitte, in der Nähe von Schloss Bellevue. Gegenüber vom Großenfürstenplatz verläuft die Spree.

## Geschichte
Der Platz wurde 1776 angelegt auf Betreiben von Prinz Ferdinand von Preußen, einem Bruder von König Friedrich II. Der neue Platz lag auf halber Strecke zwischen einer Meierei, die zuvor dem Architekten Georg Wenzeslaus von Knobelsdorff gehört hatte und an deren Stelle der Prinz bald Schloss Bellevue bauen ließ, und den so genannten Zelten. Hier wurde im selben Jahr ein Volksfest anlässlich der Verlobung des russischen Thronfolgers Großfürst Paul mit Sophie Dorothee von Württemberg gefeiert. Nach diesem Ereignis trug der Platz ab 1832 im offiziellen Straßenverzeichnis Berlins den Namen „Großfürstenplatz“.
1839 wurde hier die 1746 entstandene Skulptur Herkules mit Lyra des Bildhauers Georg Franz Ebenhecht aufgestellt. Sie hatte zuvor am Platz vor dem Brandenburger Tor gestanden, war aber aufgrund der Nacktheit des Herkules im 19. Jahrhundert als anstößig empfunden und daher an einen weniger auffälligen Ort gebracht worden. Anlässlich der Umgestaltung des Großfürstenplatzes wurde die Statue um 1880 erneut versetzt, und zwar in die Nähe der ebenfalls im Tiergarten gelegenen Rousseau-Insel. Ein Betonabguss des im Zweiten Weltkrieg schwer beschädigten Herkules mit Lyra steht heute wieder am Platz des 18. März vor dem Brandenburger Tor.
1880 wurde der lange vernachlässigte Großfürstenplatz neu gestaltet. Das zwischen 1860 und 1870 entstandene Skulpturen-Ensemble Vier deutsche Ströme wurde im Halbbogen des Platzes neu aufgestellt. Die allegorischen Darstellungen, mit Sockel etwa 4 Meter hoch, stammten von den Bildhauern August Wittig (Die Weichsel), Rudolf Schweinitz (Die Oder und Der Rhein) und Alexander Calandrelli (Die Elbe). Im Jahr 1888 wurde zudem in der Mitte des Großfürstenplatzes ein Tritonbrunnen des Bildhauers Joseph von Kopf errichtet. In einem Sandsteinbassin von 4 Metern Durchmessern kniet auf einem Felssockel die altgriechische Meeresgottheit, einen großen Fisch hochhaltend. Die Brunnenfontäne tritt aus dem Fischmaul heraus. Die Brunnenfigur steht unter Denkmalschutz.
Im Zweiten Weltkrieg schwer beschädigt, boten Sandsteinskulpturen und Brunnen über Jahrzehnte hinweg ein verwahrlostes Bild. Bei den stark verwitterten Skulpturen fehlten Köpfe und Gliedmaßen, die Sockel zeigen noch heute Einschusslöcher und Schmierereien. Der ebenfalls stark beschädigte Brunnen wurde 1987 von dem Bildhauer Harald Haacke restauriert. Die bis auf die Sockel inzwischen abgebauten Skulpturen waren seitdem zwischengelagert. Auf eine Anfrage im Abgeordnetenhaus von Berlin antwortete Senatsbaudirektor Hans Stimmann im Juli 2002, eine Wiederherstellung der Skulpturen könne vorläufig nicht durchgeführt werden, da der Stadt Berlin das Geld für eine Erneuerung von Sockeln und Fundamenten fehle. Inzwischen (2015) wurden die Skulpturen jedoch restauriert und wieder an ihrem ursprünglichen Standort aufgestellt.
Der Großfürstenplatz wurde nach 1947 im Berliner Straßenverzeichnis eingezogen, die Bezeichnung hat sich jedoch erhalten. Der Großfürstenplatz sollte nicht verwechselt werden mit dem etwas östlich gelegenen Kurfürstenplatz (auch Zeltenplatz).